# Mini Clubman
Cet article concerne la version break de la Mini de 2006. Pour la version GT de la Mini lancée de 1968 à 1980 et déclinée aussi en break, voir Mini Clubman/1275 GT.
La Mini Clubman est une automobile de type break développée par le constructeur germano-britannique Mini. Il s'agit du premier véhicule de ce type de la gamme Mini à voir le jour depuis la reprise de la marque par le Groupe BMW. Le nom est apparu la première fois sur une version 3 portes GT de la Mini de 1959.

## Ancienne Mini

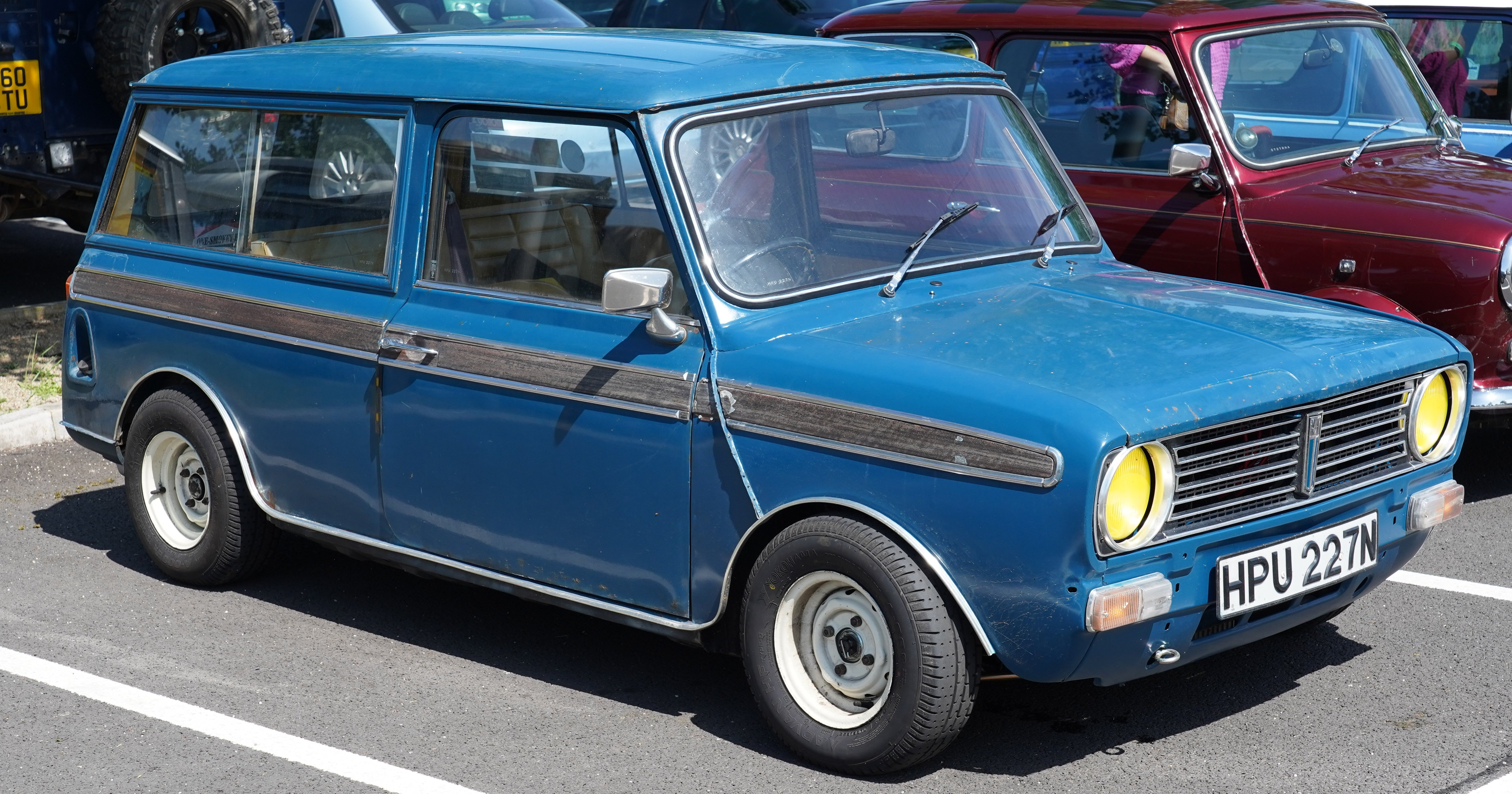
Mini Clubman Estate (1976).

## Première génération (2007-2015)

### La genèse: un break annoncé par de nombreux concept cars

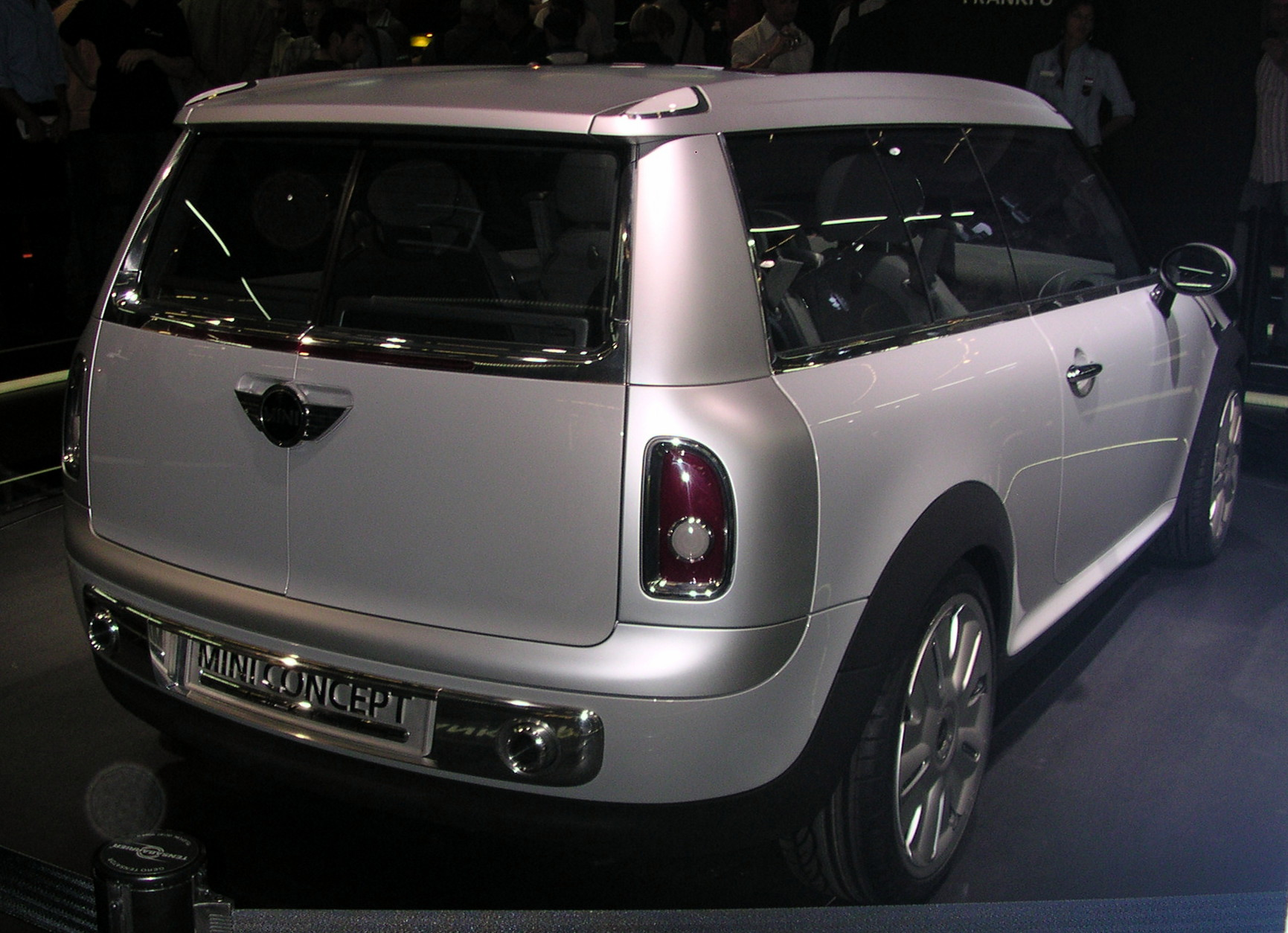
Mini Clubman Concept Francfort 2005 (Allemagne)

#### Mini Concept Francfort (Septembre 2005)
Dévoilée tout juste quarante cinq ans après le lancement des Mini Break originelles, dans une teinte blanc glacier et aluminium et avec des ouvrants dont la cinématique ne sera pas retenue pour la série. Bien que son hayon s'ouvre déjà en deux demi-parties latéralement vers l'extérieur, ce prototype ne possède pas encore la demie porte latérale droite qui sera retenue pour le modèle de série

#### Mini Concept Tokyo (Décembre 2005)
Présentée dans la même couleur mais avec des touches bleu fluorescent, dont l'accent est mis sur l'aspect loisirs et pique-nique avec une table et 2 chaises pliantes insérées dans l'arrière du toit surélevé pour l'occasion, ainsi qu'une boîte cargo (appelée Sport Utility Box) dans le coffre pouvant s'accrocher sur le côté au niveau de la vitre latérale et contenant un nécessaire à tea-time.

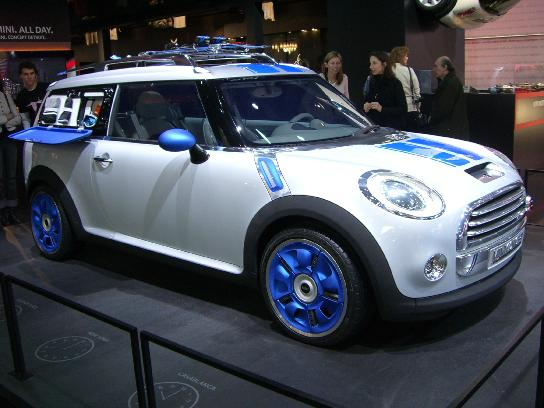
Mini Clubman Concept Detroit 2006 avec son Cargo Box ouvert (États-Unis)

#### Mini Concept Detroit Go Sports (Janvier 2006)
Toujours la même teinte de base avec cette fois-ci des bandes bleu violacé, jantes et coques de rétroviseurs, ET skis de la même couleur. Peu d'évolutions si ce n'est une nouvelle proposition en termes de zones de chargement: le véhicule est exposé avec des porte-skis (hiver américain oblige) alors que le cargo box qui contient des accessoires de sports d'hiver peut dorénavant s'ouvrir de l'intérieur du véhicule. Quant à la calandre, elle est ornée d'un logo célébrant le 100e anniversaire d'Alex Issigonis (1906-2006). Là non plus, pas de Clubdoor.

#### Mini Concept Geneva (Mars 2006)
Elle est présentée toujours dans la teinte Satellite Silver mais avec des inserts rouges. Dotée d'un arrière de toit surélevé comprenant une roue de secours censé accentuer son look "aventurier", ce véhicule équipé de 4 phares additionnels veut  ressembler à un véhicule d'assistance et constitue un hommage aux victoires historiques de la marque lors du rallye de Monte-Carlo de 1964 à 1967.

#### Mini Cooper S Clubman Airstream Concept (mai 2009)
Présentée lors de l'exposition Interni Design Energies dans le cadre du salon international du meuble de Milan fin avril 2009, cette étude de style d'une caravane Airstream tractée par une Cooper S Clubman a été revisitée par la marque de meubles danoise Republic of Fritz Hansen en s'inspirant des sports nautiques, notamment de la plongée avec ses habillages en néoprène.

### La version de série
Depuis fin 2007, une Mini de type break appelée Clubman est disponible. Elle est l'héritière des célèbres breaks Austin Countryman et Morris Traveller des années 1960 à 1969 et doit son nom aux Mini Clubman et 1275 GT des années 1969 à 1980, tentative de restylage de la Mini originelle qui disposait d'une face avant verticale et d'ailes avant droites non bombées.
Premier break proposé par l'usine mais pas premier break Mini de l'ère BMW puisque dès 2004, le carrossier milanais Castagna convertissait déjà une trentaine de Mini II en break de chasse très huppés.

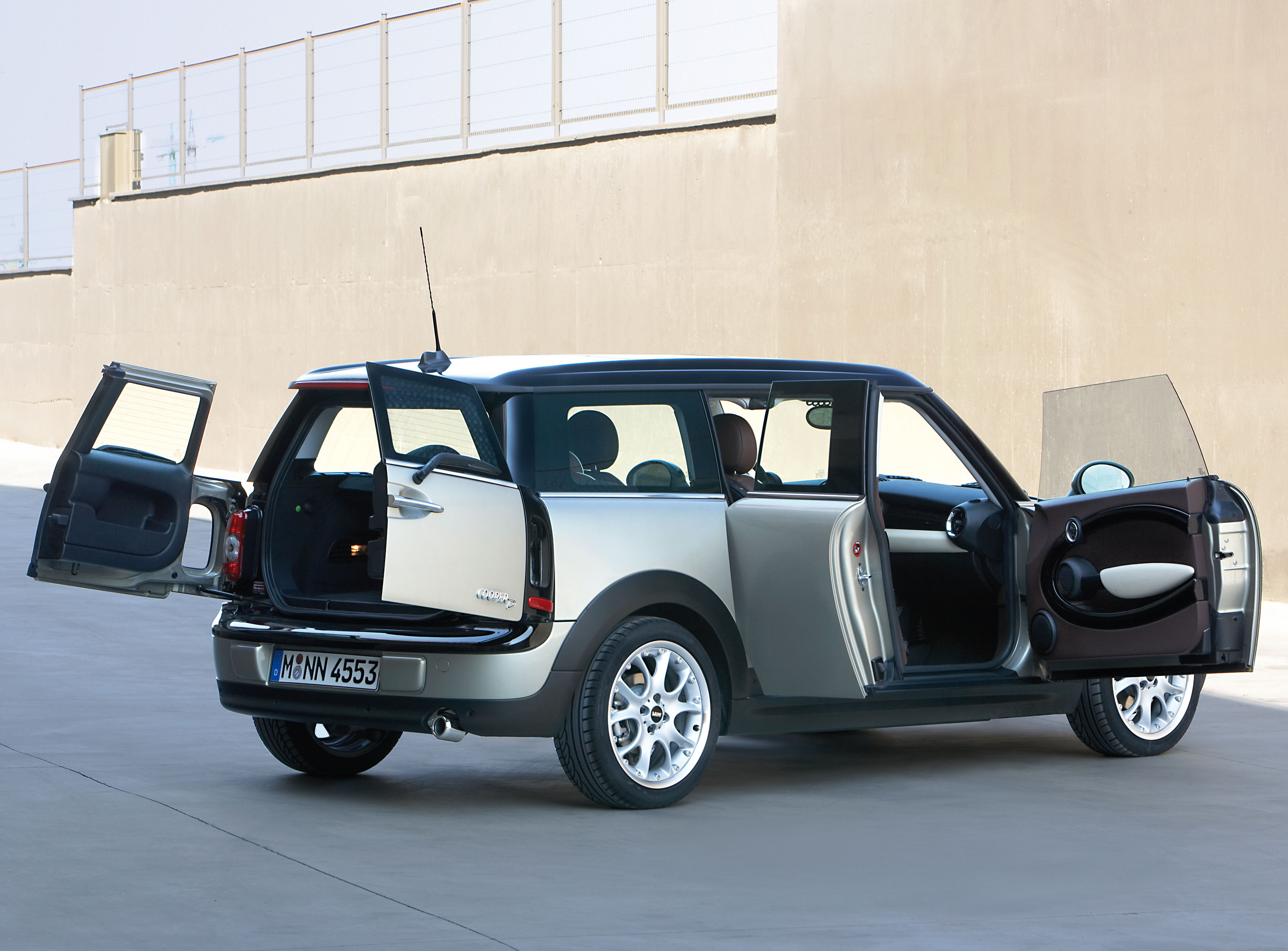
Les ouvrants caractéristiques d'une Mini Clubman Cooper D Pure Silver (Allemagne)

Connue sous la désignation interne R55, elle est dotée de deux demi-portes de coffre dites splitdoors (littéralement « portes de grange ») en lieu et place d'un hayon traditionnel. En pratique, ces portes s'ouvrent latéralement du milieu vers l'extérieur et à l'horizontale, peut-être à la manière d'un véhicule utilitaire mais sans poser finalement plus d'inconvénients - en termes d'encombrement - qu'un classique hayon relevé à la verticale.
C’est un modèle pourvu d’une autre originalité très particulière : il comporte une demie porte arrière (clubdoor) sur le côté opposé au conducteur mais pas de l’autre côté (car on y trouve le réservoir de carburant), facilitant ainsi l'accès à bord pour les passagers arrière. Autre nouveauté, la partie arrière présente un montant visible et peint dans la même couleur que le toit (souvent en Pure Silver, mais pas seulement), qui descend en entourant les feux et la base des portes arrière au niveau du bouclier.
Rallongée de 240 millimètres avec un empattement élargi de 80 millimètres, ce nouveau modèle permet à la Mini de revendiquer un coffre plus profond de 16 centimètres avec un volume de coffre variant de 260 à 680 dm3 avec la banquette arrière rabattue, pour un poids supérieur d'à peine 63 kilos.

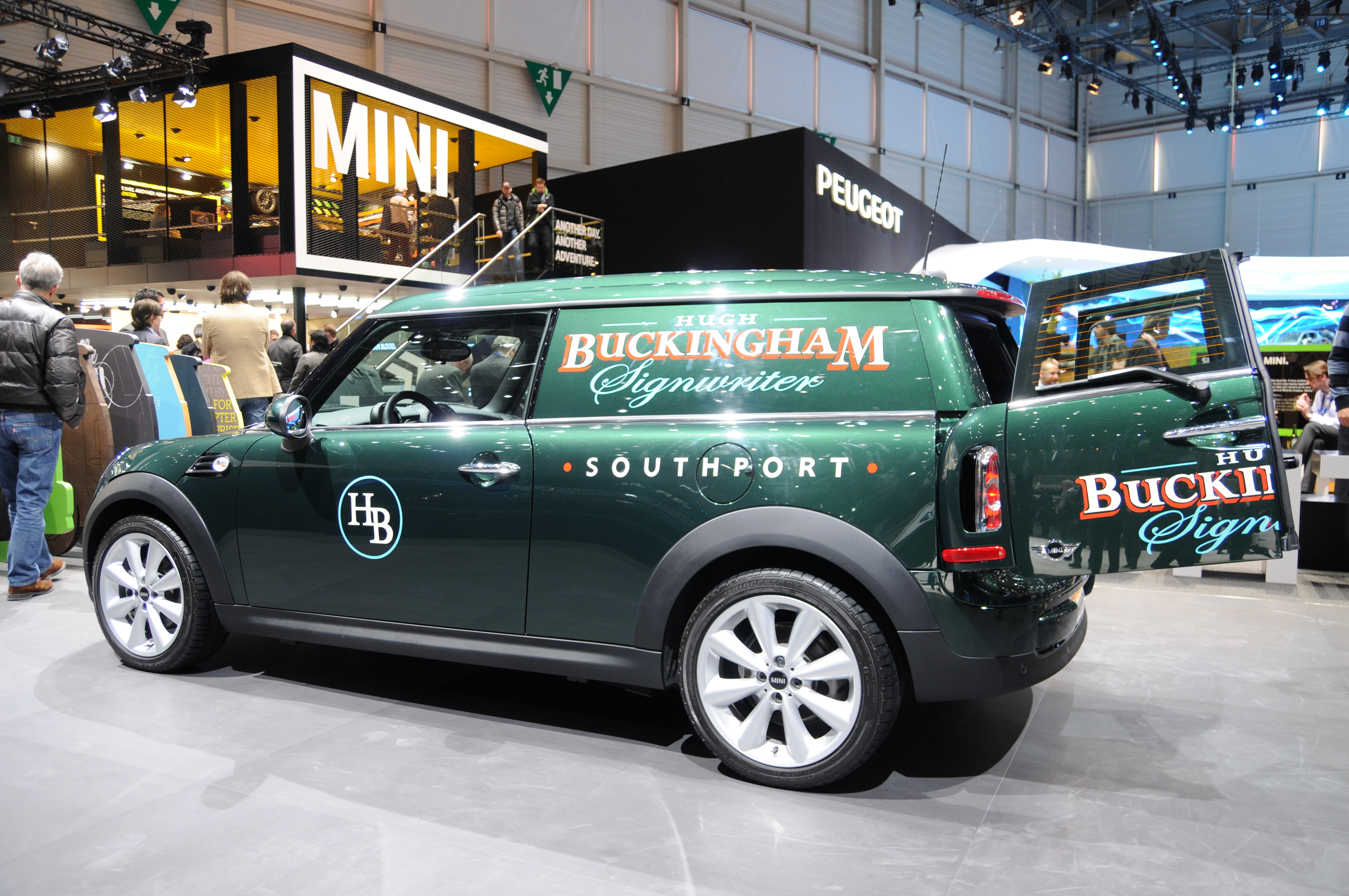
Mini Clubvan concept au salon de Genève 2012

Le 7 juillet 2009, la 1,5 millionième Mini de l’ère BMW, est sortie des chaînes de production, c’est une Mini Clubman, de couleur Rouge Chili.
En mars 2011, pour assurer la promotion de la sortie de la Clubman en Australie et en Nouvelle-Zélande, Mini réalise un spot publicitaire présentant sa Mini Carmonica, une voiture sur laquelle 300 harmonicas ont été accrochés, faisant de la voiture un instrument de musique sur roue.
Toujours dans le but d'élargir la gamme, le concept Mini Clubvan est présenté lors du salon de Genève 2012. Version tôlée de la Clubman (sans les vitres arrière ni banquette arrière), il s'agit d'une simple version utilitaire haut de gamme destinée à une clientèle de commerçants désireux de se différencier avec une camionnette hors normes.

### Les Mini Clubman hors-série
Moins nombreuses que les versions berline et cabriolet, les séries spéciales sur la base du break arrivent régulièrement et peuvent se révéler très originales. Cette liste ne pourra sans doute jamais être complétée, trop d'amoureux de la Mini ayant fait modifier leur véhicule à titre personnel ou en série ultra- personnalisée. En témoigne une Cooper D Clubman dans une typique livrée beige Burberry et toit noir (vue avec le logo Discar Liège (Belgique) sur les flancs, bien qu'une autre photo la montre avec des plaques d'immatriculation françaises) dont l'image était disponible sur internet il y a peu.:
- Cooper Clubman Agent Provocateur (2008, exemplaire unique)

Cette série unique réalisée par Joseph Corre (le fils de Vivienne Westwood) et vendue aux enchères à l'occasion du Life Ball 2008 pour être adjugée sur eBay pour la somme sans précédent de 45 000 € est la Cooper Clubman certainement la plus délurée des modèles exclusifs proposé à ce jour au Life Ball.
Sur une base Midnight Black intégrale transfigurée par des bas de caisse, entourages et enjoliveurs de roue (des disques) chromés avec une bande rose Police à la base des vitres, une signature à chaque porte dont un you're going down sur les portes arrière, et un gyrophare rouge à l'avant du toit, cette Clubman peut à juste titre être qualifiée de différente. Le toit étant quadrillé de blanc, l'intérieur est en cuir avec surpiqûres blanches. L'arrière de ce véhicule deux places est doté d'une sorte de couette matelassée noire.
La présentation officielle de ce modèle unique restera sans doute dans les annales du Life Ball...
- Cooper Clubman Passion Kit Woody par Castagna (depuis 2008)

À la suite de l'arrivée du break usine, le carrossier milanais arrête progressivement la production de ses propres breaks mais continue de commercialiser des transformations portant notamment sur la partie arrière de la Clubman sur laquelle sont appliqués des panneaux de bois précieux (érable, bois de rose, teck, palissandre). Les intérieurs ne sont pas en reste puisqu'ils sont toujours aussi somptueusement modifiés à la demande d'une clientèle exigeante
- Cooper S Clubman Château par Aznom (2008, 12 exemplaires)

- Cooper & Cooper S, D, SD Clubman 50 Hampton (depuis 2011, Grande-Bretagne et Japon, puis Europe)

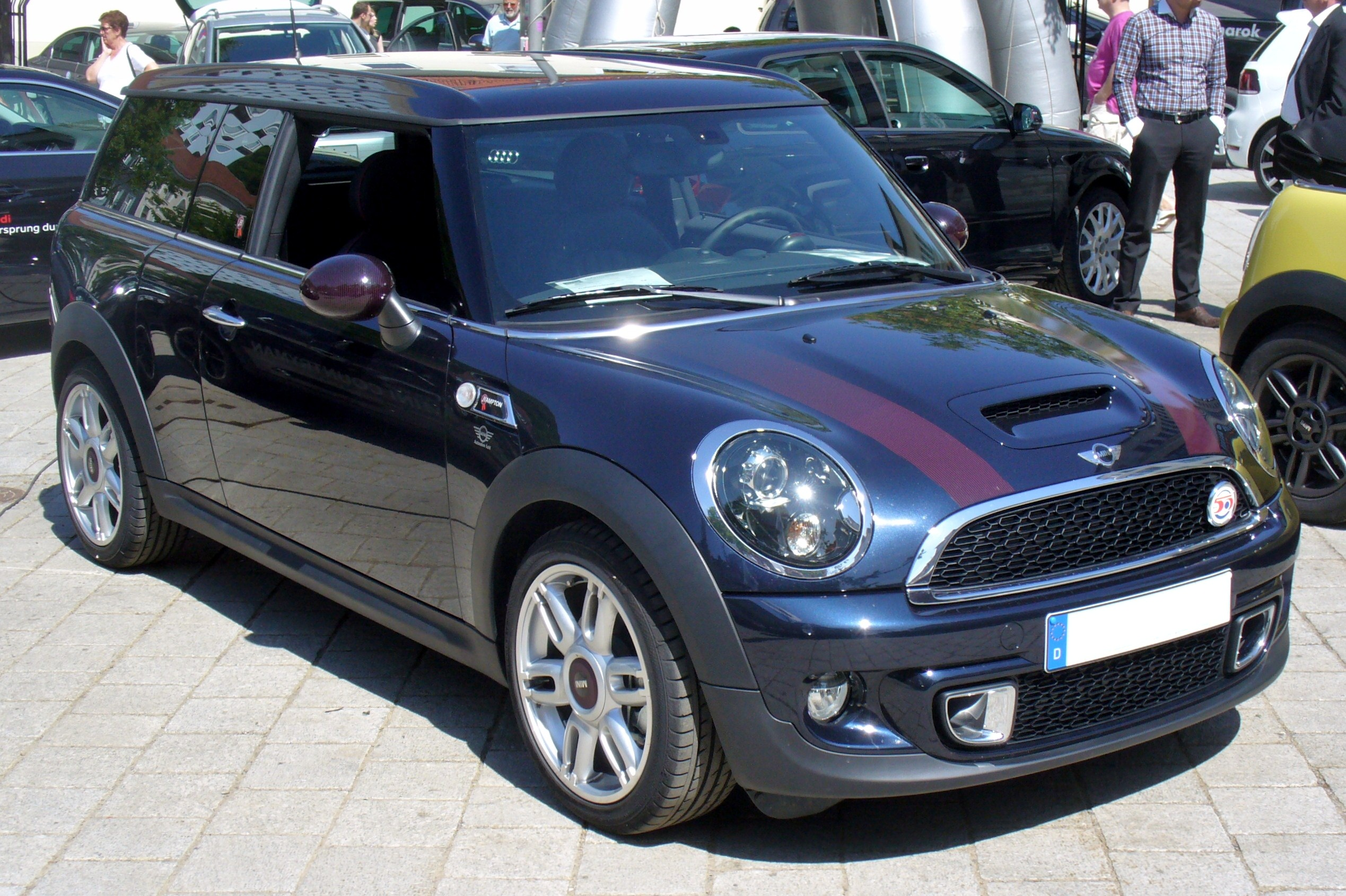
Mini Cooper S Clubman Hampton Reef Blue (Allemagne)

Série spéciale célébrant les 50 ans de la Mini, disponible en Reef Blue, Eclipse Grey, Midnight Black ou Pepper White.
Le toit et les montants arrière sont Jet Black ou Pure Silver ; avec bandes de capot, coques de rétroviseurs et couvre-moyeu Damson Red. Jantes 17 pouces Twin Spoke grises ou noires en fonction de la couleur du toit.
Cuir noir avec passepoils Damson Red, ainsi que pour les inserts décoratifs
- Cooper Clubman Soho (2011, Grande-Bretagne)

Disponible exclusivement en White Silver
- Cooper Clubman Bravo Édition  Tumi (2011, exemplaire unique)

- Cooper S Clubman Alpha Édition Tumi (2011, exemplaire unique)

- Cooper Clubman Fun Édition (2012, Chine)

- Cooper Clubman Excitement Édition (2012, Chine)

- Cooper Clubman Hyde Park (2011-2012)

Disponible en Cooper et Cooper D, Cooper S et Cooper SD

## Seconde génération (2015-2024)
La Mini Clubman II est présentée au salon de Francfort 2015. Elle abandonne la porte arrière antagoniste de l'ancien modèle au profit des portes à ouverture classique mais conserve des portes battantes pour accéder au coffre.

### John Cooper Works
En 2016, la Mini Clubman John Cooper Works reçoit quatre roues motrices avec une transmission intégrale ALL4 et un moteur de 231 ch.

### Phase 2

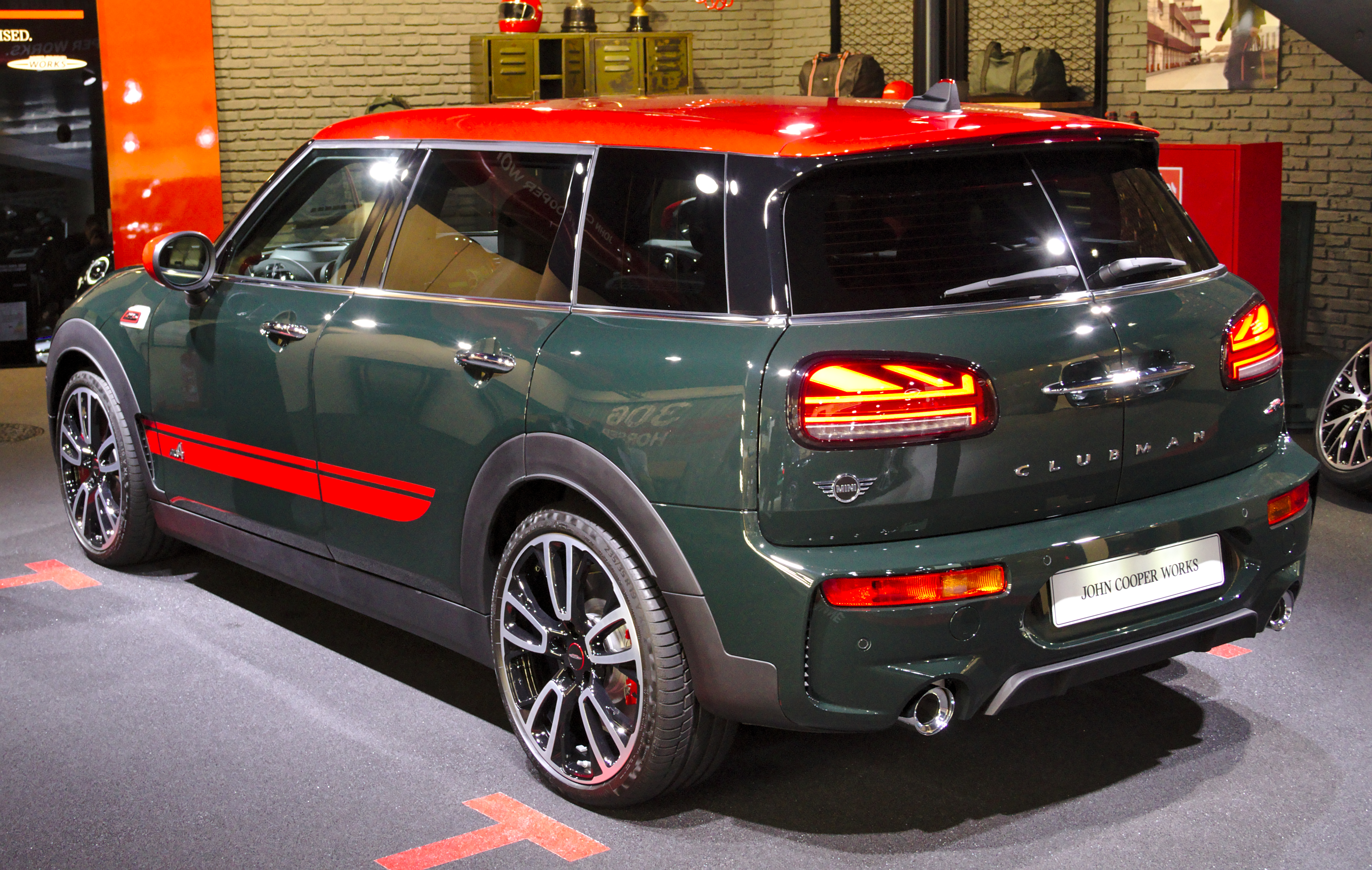
Mini Clubman John Cooper Works

En avril 2019, la Clubman bénéficie d'un très léger restylage, qui se concentre sur la calandre, les rétroviseurs et les feux arrière qui adopte le nouveau style Union Jack. La motorisation pour le Clubman John Cooper Works développe 75 ch de plus que la version précédente, pour atteindre 306 ch. Le couple maximal passe ainsi de 350 nm à 450 nm. Un nouveau système de freinage plus largement dimensionné est adopté. On note également une nouvelle boîte sport Steptronic à 8 rapports avec autobloquant mécanique pour les roues avant et une transmission All4 de série pour cette version la plus sportive.

### Fin de la production
La maison mère allemande de la marque Mini, BMW annonce que la production du Clubman s'arrêtera en février 2024. Le Clubman sera remplacé par le SUV électrique Mini Aceman.

### Séries spéciales
- Edition Hyde Park (2017)[6]
- Edition Kensigton (2018)
- Edition Canonbury (2019)[7]
- Edition Knightsbridge (2021)
- Untold (2022)[8]
- Final Edition (2023)

## Au cinéma
Dans le film Le Coach, réalisé par le français Olivier Doran en 2008, le neveu supposé du PDG d'ILB, Patrick Marmignon (Jean-Paul Rouve) sort du parking de l'entreprise au volant d'une Mini Clubman D rouge bordeaux métalisé toit Pure Silver et intérieur noir, introduite au début du millésime 2008.